# 草堂湾沙丘古遗址
草堂湾沙丘古遗址，位于中国广东省珠海市金湾区三灶镇草堂湾，吉林大学珠海学院校园西面，现存面积约6500平方米，为新石器时代的两期文化遗存。1994年8月23日，列入珠海市文物保护单位。